# Peer Gynt
Peer Gynt (norwegisch: [ˈpeːr ˈɡʏnt]) ist ein 1867 von Henrik Ibsen geschriebenes dramatisches Gedicht.

## Entstehungsgeschichte
Peer Gynt entstand auf der Vorlage norwegischer Feenmärchen von Peter Christen Asbjørnsen. Sie waren zwischen 1845 und 1848 unter dem Titel Norske Huldre-Eventyr og Folkesagn erschienen. In seinem Werk setzte sich Ibsen kritisch mit dem romantischen Nationalismus im Norwegen seiner Zeit auseinander. Er schuf es während seines freiwilligen Exils in Italien, vor allem auf Ischia und in Sorrent.
Peer Gynt war ursprünglich nicht für die Bühne geschrieben worden. Einige Jahre nach der Fertigstellung änderte Ibsen jedoch seine Meinung und begann, das bis dahin in der Lesefassung sehr erfolgreiche Gedicht, das auch Züge eines Schelmenromans aufweist, zu einer Bühnenfassung umzuarbeiten, was einige Kürzungen mit sich brachte. Für dieses Vorhaben schuf Edvard Grieg die 26-teilige Schauspielmusik Peer Gynt. Die Uraufführung der Bühnenfassung zusammen mit Griegs Musik fand am 24. Februar 1876 im Christiania Theater in Christiania statt. Aus der Schauspielmusik stellte Grieg 1888 und 1891 seine beiden Peer-Gynt-Suiten zusammen.
Heute besteht weitgehend Einigkeit darüber, dass die nationalromantische Musik Griegs denkbar schlecht zu Ibsens modernem Drama passt, obwohl neben musikalischen Qualitäten auch Griegs „theatrale[s] Einfühlungsvermögen“ und sein „Sinn für dramaturgische Knotenpunkte“ gewürdigt wird. Grieg hat in Briefen denn auch mehrfach geäußert, dass Ibsens Peer Gynt nie seine Sympathie gewinnen werde. Der dänische Märchendichter Hans Christian Andersen hielt das Werk gar für das Schrecklichste, das er je gelesen hatte. Nach dem Zweiten Weltkrieg wurde Harald Sæverud mit der Komposition einer neuen, moderneren Bühnenmusik beauftragt, die 1948 erstmals in Verbindung mit dem Stück erklang. In zeitgenössischen Theaterproduktionen wird Griegs Musik entweder gar nicht mehr oder nur ironisch verwendet. Die Verfilmung von 2006 benutzt diese jedoch ganz ohne Ironie und beweist, dass sie sogar zu einer modernen Lesart des Dramas passt.
Übersetzungen ins Deutsche existieren unter anderem von Ludwig Passarge (1881), Christian Morgenstern (1901), Hermann Stock (1953) und Angelika Gundlach (2006).

## Handlung
Die Hauptfigur ist der junge Bauernsohn Peer Gynt, der mit Lügengeschichten versucht, der Realität zu entfliehen. So verdrängt er, dass sein Vater, der einst sehr angesehene Jon Gynt, Hof und Habe durch Misswirtschaft und zahlreiche Alkoholeskapaden verloren hat. In Peers Fantasiewelt ist die heruntergekommene Behausung jedoch nach wie vor ein strahlender Palast. Auch seine eigene Nichtsnutzigkeit verklärt er zu Heldenhaftigkeit. So schildert er seiner Mutter Aase einen halsbrecherischen Ritt auf einem „Bock“ über einen Grat, möglicherweise den Besseggen oberhalb des Gjendesees im norwegischen Gebirge Jotunheimen.

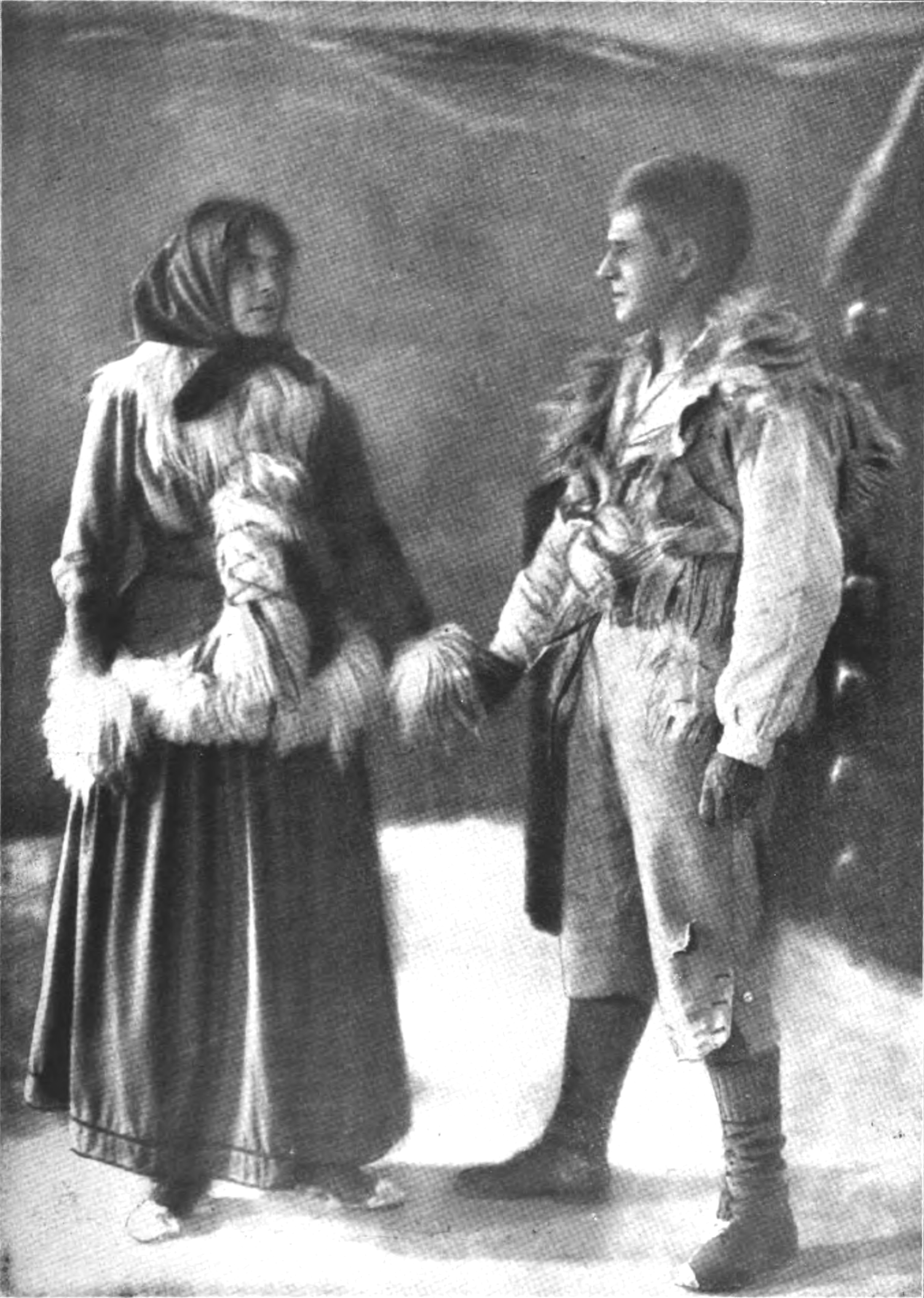
Lina Lossen und Friedrich Kayssler als Solvejg und Peer Gynt im Jahr 1913. Aufführung im Lessingtheater (Berlin). Foto: Becker und Maass

Von seiner Mutter wird Peer überbehütet und glorifiziert, doch soll er immer ihre Version des Lebens teilen. Auf der Suche nach Liebe und Abenteuer findet er sich bald in einer Welt von Trollen und Dämonen wieder. Er entführt Ingrid, die Braut eines anderen, verlässt sie aber kurz nach der Entführung. Gleichzeitig verliebt er sich in die aus pietistischem Elternhaus stammende Solvejg, die ihn anfangs nicht erhört, sich ihm später jedoch anschließt und in einem Holzhaus im Wald auf seine Rückkehr wartet.
Nach einem Zeitsprung von etwa 30 Jahren findet sich der inzwischen unter anderem durch Sklavenhandel reich gewordene Peer im vierten Akt in Marokko wieder. Dort wird ihm von Geschäftspartnern sein Schiff mit allen Reichtümern gestohlen. Nach einem Gebet versinkt das Schiff. Peer findet sich mit seiner Armut ab und wendet sich Gott zu. Durch einen Affenangriff wird er in die Wüste getrieben, wo er sich in eine Oase rettet. Von den dort lebenden Jungfrauen erwählt er Anitra, die ihm allerdings die letzten Habseligkeiten stiehlt. Den Tiefpunkt seines Lebens erlebt Peer im Irrenhaus zu Kairo, dem der deutsche Arzt Doktor Begriffenfeldt vorsteht.
Alt und verarmt kehrt Peer Gynt heim, wo ihm der Abgesandte des „Meisters“, der sich der Knopfgießer nennt, erscheint und gegen den er um seine Seele kämpfen muss. In einer berühmten Szene vergleicht sich Peer mit einer Zwiebel, die viele Hüllen, jedoch keinen Kern aufzuweisen hat. In der an einem Pfingstmorgen spielenden Schluss-Szene stellt sich jedoch Solvejg, die ein Leben lang auf die Rückkehr ihres Geliebten gewartet hat, schützend vor ihn und rettet ihn. Weil Peers ideales Selbst die ganze Zeit über in Solvejgs Herzen gelebt hat („In meinem Glauben, in meinem Hoffen und in meinem Lieben“), wird ihm verziehen.

## Vinstra und das Peer-Gynt-Festival
Das Leben von Peder Olsen Hågå, der 1732 bis 1785 auf dem Hof Nordgardhågå in dem Dorf Sødorp bei Vinstra lebte, bildete die Erzählgrundlage für Ibsens Drama. Auf dem alten Kirchenfriedhof in Sødorp steht ein Gedenkstein für Peer Gynt. Der Peer-Gynt-Bauernhof, Hågå, besteht aus 15 alten Häusern und ist heute für das Publikum zugänglich. Außerdem beginnen in Vinstra der Peer-Gynt-Weg („Peer Gyntveien“) über Gålå nach Gausdal und der Peer-Gynt-Almweg über den Rondablick (Rondaneblikk) nach Kvam.
Das Peer-Gynt-Festival ist ein 10-tägiges Kulturfestival, welches jährlich im August in Sør-Fron im Gudbrandstal startet. Die Veranstaltung umfasst unter anderem die Theateraufführung „Peer Gynt“ auf der Freilichtbühne am See Gålåvatnet und das Bergkonzert im Kvamsfjellet.
Das erste Festival fand 1928 statt. Seit 1967 wird dabei jährlich das Drama von Ibsen aufgeführt, als eine Huldigung an den lokalen Peer Gynt. Seit 1989 finden die Aufführungen im Freilufttheater am See Gålåvatnet statt. Von 1993 bis 2013 wurde das Theaterstück von Edvard Griegs Musik begleitet. Die Theatervorstellung wird jährlich von über 12.000 Zuschauern besucht. Auf der Konzertarena im Kvamsfjellet findet das jährliche Konzert „Am Rondane“ statt. Von 2006 bis 2012 gab es während des Veranstaltungszeitraumes zusätzlich eine Tanzvorstellung in Fryajuvet. Die Auszeichnung  „Årets Peer Gynt“ (Peer-Gynt-Ehrenpreis) wird während des Festivals vergeben. Das Festival wird von der Peer Gynt AS aus Vinstra organisiert und veranstaltet. Das Festival wird als zentraler Knotenpunkt betrachtet und zusätzlich zu den bereits genannten drei großen Veranstaltungen werden während der Festivaldauer auch größere und kleinere Kultur- und Naturarrangements angeboten.

### Peer Gynt in Gålå
Von 1988 bis 2013 wurde das Theaterstück unter der Regie von Svein Sturla Hungnes, der von 1995 bis 2007 selbst die Hauptrolle als Peer Gynt übernahm, aufgeführt. Von 1989 bis 2004 spielte Per Tofte die Hauptrolle, bis 2008 dann Dennis Storhøi die Hauptrolle als Peer übernahm. Edvard Griegs Musik wurde bis 2013 von einem Orchester in Begleitung eines Chores gespielt. Die Theatervorstellung hat international Aufmerksamkeit erhalten, so dass unter anderem im Oktober 2006 eine Konzertversion im New Yorker Central Park organisiert wurde.
2014 wurde unter der Regie von Erik Ulfsby eine ganz neue Theateraufführung präsentiert. In Zusammenarbeit mit Berufsschauspielern und 80 Laiendarstellern wird diese Version aufgeführt. Kjetil Bjerkestrand hat die Musik zu dieser neuen Theaterstückversion geschrieben. Die Musik, inspiriert von Edvard Griegs Peer-Gynt-Suite, hat eine modernere Richtung und wird von sieben Berufsmusikern gespielt.